# Slaget vid Pulkkila
Slaget vid Pulkkila var ett slag under finska kriget 1808–1809. Slaget stod mellan svenska och ryska styrkor den 2 maj 1808 vid Pulkkila.

## Bakgrund
Efter den svenska segern i slaget vid Revolax stannade en rysk styrka, vars funktion var att föra livsmedel till den nu förstörda hären i Revolax, i Pulkkila. När chefen för 5:e brigaden, överste Johan August Sandels, fick höra detta bestämde han genast sig för att anfalla. Planen var att 450 man under befäl av överstelöjtnanten Gustaf Fahlander skulle marschera västerut för att därifrån anfalla medan 500 man och 2 kanoner under befäl av majoren Berndt Adolf Grotenfelt skulle anfalla de ryska styrkorna norrifrån. I slutändan medkom dock endast 330 man med Fahlander och 430 med Grotenfelt. Anfallet skulle ske vid 02:00 på morgonen. När major Grotenfelt framkommit till Mattila sändes 100 man under befäl av kaptenen Johan Fredrik Silfwerbrand medan resterande unnades en kort vila.  

## Slaget
Överstelöjtnant Fahlander valde 50 man som kvarstannade väster om Pulkkila för att skydda reträtten medan resten av hans trupper nådde anfallspositionen före den utsatta tiden. Han upptäcktes och fick därför inleda striden medan kapten Silfverbrand även anlände vid samma tid som då också anföll. När skottväxlingen hördes av resterande trupper norr om Pulkkila marscherade dessa genast ner mot striden. En dimma rådde vid denna tid och de fick därför vänta för att denna skulle avta innan anfallet inleddes i full kraft. Den tappra ryska styrkan höll i fyra timmar med skydd av byggnader, men de svenska kanonerna öppnade då eld på dessa och ett anfall med bajonett tvingade dem till slut att ge sig.

## Följder
Som ett resultat av segern blev befälhavaren, 5 officerare och 400 man tillfångatagna samt erövrades stora förråd, en kanon och två fanor. Segern var början på 5:e brigadens fälttåg i Savolax och Karelen vilket kom att spela en betydande roll i kriget. Kaptenen Joachim Zachris Duncker, som utmärkt sig under slaget, reste med fanorna till Stockholm och blev riddare av Svärdsorden samt major.